# Peter Sundarp
Peter Sundarp (* 19. Dezember 1943 in Harpersdorf, Kreis Goldberg, Provinz Niederschlesien) ist ein deutscher Filmverleiher und Kinobetreiber. Sundarp gründete den Central Film Verleih und betreibt mehrere Kinos, darunter das Cineplex Neukölln, den Titania-Palast und das Rundkino Dresden.

## Leben
Sundarp wurde 1943 im niederschlesischen Harpersdorf geboren. Zum Ende des Zweiten Weltkriegs flüchtete seine Mutter mit den beiden Söhnen zunächst nach Thüringen. Seinen Vater, der im Krieg diente, lernte er erst 40 Jahre später kennen. Nach dem Besuch der Grundschule in Kleinmachnow von 1950 bis 1956 und dem Abschluss der Mittleren Reife 1960 in Berlin absolvierte Sundarp eine Lehre zum Industriekaufmann. Danach war er ab 1963 zunächst als Kaufmann in der Metallindustrie tätig.
1966 gab er eine Anzeige auf, in der er „einen neuen Wirkungskreis“ suchte. Antwort erhielt er von Horst Wendlandts Rialto-Film, in der er bis 1970 als Filmgeschäftsführer angestellt war. Im Anschluss leitete Sundarp bis 1994 den Filmverleih Tobis Film. Danach gründete er den Central Film Verleih als Plattform für den Deutschen Film.
Sundarp war über 20 Jahre Mitglied im Präsidium der Spitzenorganisation der Filmwirtschaft (SPIO) und war Geschäftsführendes Vorstandsmitglied im Verband der Filmverleiher (VdF). Er dozierte außerdem an der Hochschule für Film und Fernsehen „Konrad Wolf“.
Am 30. November 2016 wurde Sundarp von Berlins Regierendem Bürgermeister Michael Müller für seinen „Einsatz für den deutschen Kinofilm“ mit dem Verdienstkreuz am Bande des Verdienstordens der Bundesrepublik Deutschland ausgezeichnet.
Zum Jahresende 2018 verließ Sundarp den Central Film Verleih.

## Auszeichnungen
- 2016: Verdienstkreuz am Bande des Verdienstordens der Bundesrepublik Deutschland
- 2017: Ehrenpreis der unabhängigen Filmverleiher der AG Verleih[9]
- 2017: Herbert-Strate-Preis[10]
- 2019: Ehrenmedaille der Spitzenorganisation der Filmwirtschaft (SPIO)[11]